# Niní Gordini Cervi
Ninì Gordini Cervi, de son vrai nom Angela Rosa Gordini, née à Lugo le 15 août 1907 et morte à Rome le 27 mars 1978, est une actrice italienne. Elle a été mariée à l'acteur Gino Cervi.

## Filmographie partielle
- 1932 : Cinque a zero de Mario Bonnard
- 1936 : Non ti conosco più de Nunzio Malasomma
- 1936 : I due misantropi d'Amleto Palermi
- 1938 : Mille Lires par mois (Mille lire al mese) de Max Neufeld
- 1939 : Eravamo sette sorelle de Nunzio Malasomma
- 1940 : La prima donna che passa de Max Neufeld
- 1942 : Ce soir, rien de nouveau (Stasera niente di nuovo) de Mario Mattoli
- 1943 : L'angelo bianco de Giulio Antamoro et Federico Sinibaldi